# Walton (Kansas)
Walton – miasto w Stanach Zjednoczonych, w stanie Kansas, w hrabstwie Harvey.